# Laburan (Borneo Południowe)
Laburan – wieś (desa) w kecamatanie Kelumpang Hulu, w kabupatenie Kotabaru w prowincji Borneo Południowe w Indonezji.
Miejscowość ta leży w zachodniej części kecamatanu.